# Bulbophyllum magnibracteatum
Bulbophyllum magnibracteatum là một loài phong lan thuộc chi Bulbophyllum.